# Шоноша (деревня)
Шоноша — деревня в Вельском районе Архангельской области. Входит в состав Муниципального образования «Усть-Шоношское».

## География
Деревня расположена в южной части Архангельской области, в таёжной зоне, в пределах северной части Русской равнины, в 68 километрах на северо-запад от города Вельска, на левом берегу реки Шоноша притока Вели. Ближайшие населённые пункты: на противоположенном берегу реки деревня Мокшенская.
Часовой пояс
Шоноша, как и вся Архангельская область, находится в часовой зоне МСК (московское время). Смещение применяемого времени относительно UTC составляет +3:00.

## Население
| 2002 | 2010 | 2012 | 2014 |
| ---- | ---- | ---- | ---- |
| 33   | ↘18  | ↘17  | →17  |

## История
Указана в «Списке населённых мест по сведениям 1859 года» в составе Вельского уезда(1-го стана) Вологодской губернии под номером «2264» как «Шеношское(Подгора)». Насчитывала 25 дворов, 84 жителя мужского пола и 104 женского.
В материалах оценочно-статистического исследования земель Вельского уезда упомянуто, что в 1900 году в административном отношении деревня входила в состав Усть-Шеновского сельского общества Есютинской волости. На момент переписи в селении Шеновское(Большая деревня) находилось 45 хозяйств, в которых проживало 136 жителей мужского пола и 114 женского.